# Kanta-Häme
Kanta-Häme (phát âm tiếng Phần Lan: [ˈkɑn̪t̪ɑˌhæme̞(ʔ)]) là một vùng thuộc miền nam Phần Lan, thủ phủ đặt tại thành phố Hämeenlinna – trung tâm đô thị lớn nhất của vùng. Năm 2023, vùng có dân số là 169.333  người – đứng thứ 13 ở Phần Lan và có điện tích đất liền là 5.199,15 km² (2021). Bên cạnh thủ phủ Hämeenlinna, vùng còn có 2 trung tâm đô thị khác là thành phố Forssa và thành phố Riihimäki.
Vùng Bắc Savo tiếp giáp với:
- vùng Tây Nam Phần Lan về phía tây;
- vùng Pirkanmaa về phía bắc;
- vùng Päijät-Häme về phía đông;
- vùng Uusimaa về phía nam.